# Coelus gracilis
Coelus gracilis là một loài bọ cánh cứng thuộc họ Tenebrionidae. Nó là loài đặc hữu của Hoa Kỳ.